# Michaël Vandebril
Michaël Vandebril, född 23 maj 1972 i Turnhout, är en belgisk flamländskspråkig poet och jurist. Hans verk ges ut på det nederländska förlaget De Bezige Bij, och har översatts till franska, spanska, engelska, serbiska, rumänska, finska och turkiska. I december 2017 publicerades några av hans dikter översatta till svenska i tidskriften Populär Poesi.
Han debuterade 2012 med Het Vertrek van Maeterlink, som samtidigt gavs ut på franska och nederländska. Diktsamlingen nominerades till C. Buddingh’ Prize och tilldelades Herman de Coninck Debut Prize. I sina verk har han samarbetat med poeter som den franske Jacques Roubaud och rumänska Doina Ioanid.